# 6257 Thorvaldsen
A 6257 Thorvaldsen (ideiglenes jelöléssel 4098 T-1) a Naprendszer kisbolygóövében található aszteroida. Cornelis Johannes van Houten,  Ingrid van Houten-Groeneveld ésTom Gehrels fedezte fel 1971. március 26-án.